# Arent van Raesfelt
Arent van Raesfelt (1632 - 1703) zoon van Reinier van Raesfeld en van Elisabeth van Roermond. Was een nazaat van het oude Westfaalse adellijke geslacht Van Raesfelt dat door huwelijksverbindingen vele bezittingen in Overijssel en Gelderland had. Hij wordt in 1688-1694 vermeld als kapitein en woont op de havezate Den Pol in IJhorst Dit erf heette voorheen de Esphorst/Espers (nabij nu de Respersweg) en was rond 1665 gekocht van de erven van Cornelis van Keppel Fox.
Arent van Raesfelt trouwde met Fosca Catharina van Bellinckhave (Arnold van Raesfelt, toe den Pol, capitain, ondertr. IJhorst 11 november 1682 Fosca Catharina van Bellinckhave, toe Beerze ten Dam, getr. Heldoren 26 november 1682). Hun zoon Evert Elbert Anthony van Raesfelt (1686-1745) huwde Jacoba Henriëtte Arnolda van Uijtterwijck tot Heemse 